# Абдельмажид Ламрісс
Абдельмажид Ламрісс (араб. عبد المجيد لمريس, нар. 12 лютого 1959, Рабат) — марокканський футболіст, що грав на позиції захисника, зокрема за ФАР (Рабат) nf національну збірну Марокко.

## Клубна кар'єра
У дорослому футболі дебютував 1978 року виступами за «Мулудію» (Марракеш), в якій провів три сезони. 
1981 року перейшов до клубу ФАР (Рабат), за який відіграв дев'ять сезонів. Завершив професійну кар'єру футболіста виступами за команду ФАР (Рабат) у 1990 році.

## Виступи за збірні
1984 року захищав кольори олімпійської збірної Марокко, зокрема на футбольному турнірі на Олімпійських іграх 1984 року в Лос-Анджелесі. У складі цієї команди провів 3 матчі.
1984 року дебютував в офіційних матчах у складі національної збірної Марокко.
У складі збірної був учасником чемпіонату світу 1986 року в Мексиці, Кубка африканських націй 1986 року в Єгипті та Кубка африканських націй 1988 року в Марокко.

## Титули і досягнення
- Переможець Середземноморських ігор: 1983